# I Praticelli
I Praticelli sono una residenza universitaria situata a Ghezzano, nel comune di San Giuliano Terme, proprio al confine con il comune di Pisa.

## Storia
Si tratta del primo campus universitario realizzato in Italia per gli studenti dell'Università di Pisa che, con i suoi oltre cinquantacinquemila iscritti, rappresenta uno dei poli universitari italiani più importanti. 
L'opera è costata complessivamente € 33 103 876,24 dei quali € 16 192 278,98 a carico della pubblica amministrazione (Regione Toscana - Ardsu e Miur) ed i restanti € 16 911 597,26 (quindi pari al 51,09%) a carico del soggetto privato promotore del finanziamento e oggi concessionario e gestore dell'opera, I Praticelli spa.  
La struttura fu costruita dal Consorzio Etruria scrl, in associazione con la Cotrep scrl, il quale era anche il socio di maggioranza della società di project I Praticelli spa. L'inaugurazione è avvenuta il 19 marzo 2008.
L'opera, articolata complessivamente su di un'area di circa tre ettari, comprendeva anche un parcheggio pubblico, ed un grande parco urbano che, completato successivamente all'inaugurazione, è stato ceduto gratuitamente al comune di San Giuliano Terme nel 2016.

## Struttura
L'edificio del campus I Praticelli è un progetto dell'architetto Salvatore Re della società di ingegneria RPA S.p.A. di Perugia. La struttura si articola in sei corpi di fabbrica disposti "a pettine" collegati dai ponti all'estremità meridionale che permettono una completa permeabilità del complesso. Ciascun blocco è contraddistinto da sei colori e da altrettanti numeri. Al piano terra ed al primo piano del blocco principale sono concentrate funzioni collettive quali mensa, caffè, spazi musica, giochi, sale studio e riunioni, auditorium, palestra.
La struttura è dotata di 814 posti letto suddivisi in 260 camere doppie di cui 36 per disabili, 234 camere singole e 30 bilocali con angolo cottura (suites), completamente arredate e provviste di connessione Internet, mentre le aule e gli spazi comuni sono dotati di collegamento Wi-Fi gratuito. Tra gli spazi in comune vi sono 6 cucine in comune, 12 caffetterie sempre ad uso comune ed una lavanderia. I posti letto vengono in prevalenza assegnati agli studenti vincitori di posto alloggio con i bandi previsti dall'azienda della Regione Toscana per il Diritto allo Studio Universitario (DSU Toscana). Il campus impiega un numero di personale che si attesta intorno a 50 unità: staff di portineria e reception, di vigilanza, manutentori, personale delle pulizie, di direzione e amministrazione e lo staff della mensa di circa 25 unità. 
Il campus è certificato secondo lo standard di qualità UNI EN ISO 9001:2008.